# Palette shifting
La palette shifting è una tecnica usata nella grafica computerizzata, nella quale i colori cambiano dando l'impressione di un'animazione. 
Questa tecnica è stata usata principalmente nei videogiochi. Cambiare la palette dei colori, su un'immagine, richiede un minor consumo di memoria e potenza del processore che immagazzinare l'animazione in tutti i suoi fotogrammi.